# Чемпионат Армении по футболу 2016/2017
25-й национальный чемпионат Армении по футболу сезона-2016/17 — турнир армянской Премьер-лиги, в котором приняли участие 6 клубов. Чемпионский титул защитил «Алашкерт» (Ереван).
В третий раз после перехода чемпионат организовывался по системе «осень-весна». Так как в Первой лиге участвовали только дублирующие команды, ни 1 из клубов не покинул турнир в данном и в следующем сезонах.

## Регламент
Определение мест клубов в соревнованиях.
1. Места команд определялись по набранным очкам во всех матчах.
2. В случае равенства показателей у двух (кроме случая определения чемпиона) и более клубов, преимущество получали команды, которые в матчах между собой имели следующие лучшие показатели:
- 2.1. Большее количество набранных очков;
- 2.2. Лучшая разница забитых и пропущенных мячей;
- 2.3. Большее количество забитых мячей.

3. В случае равенства показателей, указанных в п. 2 данной статьи у двух (кроме случая определения чемпиона) и более клубов, преимущество получали команды, которые имели:
- 3.1. Большее количество побед;
- 3.2. Лучшую разницу забитых и пропущенных мячей;
- 3.3. Определялось жребием.

4. Клуб, занявший последнее место по итогам чемпионата, не покидал Премьер-лигу и не переходил в Первую лигу.
5. Если 2 команды набрали одинаковое наибольшее количество очков во всех матчах чемпионата, чемпион Армении определялся в «Золотом матче» между этими клубами. Решение касательно места проведения и времени начала матча принимала Футбольная Федерация Армении.

## Участники

### Изменения по сравнению с предыдущим сезоном
Так как Мика (Ереван) Улисс (Ереван) не будут участвовать в сезоне.

### Официальные данные о командах
В сезоне-2016/17 в Премьер-лиге выступали 6 клубов:
| Клуб      | Город  | Стадион                      | Вместимость | Бренд экипировки | Спонсор                   | Mесто в сезоне-2014/15 |
| --------- | ------ | ---------------------------- | ----------- | ---------------- | ------------------------- | ---------------------- |
| Алашкерт  | Ереван | Алашкерт (Ереван)            | 6 850       | Molten           | Баграт Тур                | 1                      |
| Арарат    | Ереван | Раздан (Ереван)              | 54 208      | Adidas           |                           | 6                      |
| Бананц    | Ереван | Бананц (Ереван)              | 5 010       | Umbro            |                           | 2                      |
| Гандзасар | Капан  | Гандзасар (Капан)            | 3 500       | Umbro            |                           | 3                      |
| Пюник     | Ереван | Футбольная академия (Ереван) | 1 428       | Nike             | Armenian Development Bank | 5                      |
| Ширак     | Гюмри  | Городской (Гюмри)            | 2 844       | Adidas           | Банк ВТБ                  | 4                      |

### Представительство по регионам
| Регион | Кол-во | Клубы                             |
| ------ | ------ | --------------------------------- |
| Ереван | 4      | Алашкерт, Арарат, Бананц и Пюник. |
| Сюник  | 1      | Гандзасар                         |
| Ширак  | 1      | Ширак                             |

### Тренеры и капитаны команд
| Клуб      | Главный тренер   | Капитан        | Отставки тренеров |
| --------- | ---------------- | -------------- | ----------------- |
| Алашкерт  | Абраам Хашманян  | Ваагн Минасян  | Флаг Армении      |
| Арарат    | Варужан Сукиасян |                |                   |
| Бананц    | Арам Восканян    | Флаг Армении   |                   |
| Гандзасар | Ашот Барсегян    |                |                   |
| Пюник     | Саркис Овсепян   | Тарон Восканян |                   |
| Ширак     | Вардан Бичахчян  |                |                   |

## Стадионы
| Алашкерт           | Арарат              | Бананц             |
| ------------------ | ------------------- | ------------------ |
| «Алашкерт», Ереван | «Раздан», Ереван    | «Бананц», Ереван   |
| Вместимость: 6 800 | Вместимость: 54 202 | Вместимость: 5 010 |
|                    |                     |                    |
| Гандзасар          | Пюник               | Ширак              |
| «Гандзасар», Капан | «Академия», Ереван  | «Городской», Гюмри |
| Вместимость: 3 500 | Вместимость: 1 428  | Вместимость: 2 844 |
|                    |                     |                    |

## Итоговая таблица
| М | Команда   | И  | В  | Н | П  | Мячи    | ±   | О  | Примечания             |
| - | --------- | -- | -- | - | -- | ------- | --- | -- | ---------------------- |
| 1 | Алашкерт  | 30 | 19 | 7 | 4  | 59 − 26 | +33 | 64 | Лига чемпионов-2016/17 |
| 2 | Гандзасар | 30 | 17 | 6 | 7  | 38 − 24 | +14 | 57 | Лига Европы-2016/17    |
| 3 | Ширак     | 30 | 16 | 5 | 9  | 31 − 24 | +7  | 53 | Лига Европы-2016/17    |
| 4 | Пюник     | 30 | 12 | 9 | 9  | 35 − 27 | +8  | 45 |                        |
| 5 | Бананц    | 30 | 5  | 6 | 19 | 18 − 44 | −26 | 21 |                        |
| 6 | Арарат    | 30 | 3  | 3 | 24 | 17 − 53 | −36 | 12 |                        |

И — игры, В — выигрыши, Н — ничьи, П — проигрыши, Мячи — забитые и пропущенные голы, ± — разница голов, О — очки